# Хашурський муніципалітет
Хашурський муніципалітет (груз. ხაშურის მუნიციპალიტეტი) — адміністративна одиниця мгаре Шида Картлі, Грузія. Адміністративний центр — місто Хашурі.

## Населення
Станом на 1 січня 2014 чисельність населення муніципалітету склала 52 603 мешканців.
| Грузини | Вірмени | Осетини | Росіяни |
| 98,3%   | 0,6 %   | 0,5 %   | 0,3%    |